# Керзон, Эдвард, 6-й граф Хау
Эдвард Ричард Эштон Пенн Керзон, 6-й граф Хау (англ. Edward Richard Assheton Penn Curzon, 6th Earl Howe; 7 августа 1908 — 29 мая 1984) — британский пэр. Он носил титул учтивости — виконт Керзон с 1929 по 1964 год.

## Ранняя жизнь и предыстория
Родился 7 августа 1908 года на Ганновер-сквер Сент-Джордж в Лондоне, Миддлсекс. Единственный сын Фрэнсиса Керзона, 5-го графа Хау (1884—1964), и его жены и двоюродной сестры Мэри Керзон, леди Хау (1887—1962).
Он получил образование в Итонском колледже и окончил колледж Корпус-Кристи в Кембридже.

## Военно-морская карьера
виконт Керзон поступил на службу в лондонскую дивизию Королевского военно-морского добровольческого резерва в качестве гардемарина с испытательным сроком 18 сентября 1928 года и был назначен исполняющим обязанности младшего лейтенанта 21 июля 1931 года, получив повышение до младшего лейтенанта 7 ноября 1932 года со стажем от 21 июля 1932 года. Он покинул Королевский резерв в 1936 или 1937 году, но вернулся на службу в военно-морском резерве после начала Второй мировой войны, будучи назначенным с испытательным сроком временным младшим лейтенантом 23 февраля 1940 года. Ему было присвоено звание лейтенанта с 20 мая 1940 года . Он служил на борту крейсера HMS Cairo с июня 1940 года по декабрь 1941 года, затем на линкоре HMS Howe (названного в честь его прославленного предка первого графа Хау) с мая 1942 года по июль 1945 года, служил в звании исполнял обязанности временного лейтенанта-коммандера с декабря 1943 по апрель 1944 года. Он покинул ВМФ в апреле 1946 года.

## Политическая карьера
Виконт Керзон сделал активную карьеру на государственной службе. Впервые он был избран членом Совета лондонского графства Южного Баттерси в 1937 году и проработал до 1946 года. В ноябре 1940 года он был назначен шерифом Бакингемшира в отделении Королевской скамьи Высокого суда.
Его карьера продолжилась и после войны. Керзон был назначен мировым судьей в 1946 году, избран олдерменом Бакингемшира в 1958 году, был членом совета графства с 1973 года, а с 1976 года занимал должность заместителя председателя Совета графства Бакингемшир. Он был назначен заместителем лейтенанта Бакингемшира 1 февраля 1960 года и снова был назначен шерифом Бакингемшира в отделении королевской скамьи Высокого суда в ноябре 1963 года.
Эдвард Керзон унаследовал титул графа Хау 1 сентября 1964 года , заняв свое место в Палате лордов и произнес свою первую речь 13 декабря 1965 года во время дебатов по транспортным вопросам в Большом Лондоне. Он был борцом за безопасность дорожного движения, что не помешало ему предложить повысить ограничение скорости на автомагистралях с 70 до 100 миль в час.
Он также был президентом Ассоциации консерваторов и юнионистов Южного Бакингемшира с 1965 по 1972 год, затем президентом Ассоциации консерваторов Чешама и Амершама. Кроме того, в 1953—1955 годах он работал комиссаром бригады скорой помощи Святого Иоанна в Бакингемшире, был попечителем военно-морского приюта короля Вильгельма IV в Пендже. Он также занимал пост президента Британского клуба автомобильных гонок , Института офицеров безопасности дорожного движения и Моторного клуба Fiat (Великобритания). Он был стюардом и заместителем председателя Королевского автомобильного клуба, директором компаний Automobile Proprietary Ltd. и Motoring Services Ltd., а также членом Комитета государственной политики RAC, Британского совета по автоспорту и Королевского национального комитета по созданию спасательных шлюпок. управления. Он был почетным членом Института инженеров автомобильного транспорта.
В 1973 году Эдвард Керзон и его вторая жена Грейс появились в короткометражном фильме Ника Брумфилда «Гордимся быть британцами».

## Награды
26 июня 1953 года викнт Керзон был удостоен звания кавалера Ордена Госпиталя Святого Иоанна Иерусалимского, и был повышен до коммандера Ордена 20 июня 1956 года. Коммандер Орден Британской империи в честь Дня Рождения 1961 года за «политические и государственные заслуги в Бакингемшире».

## Браки и дети

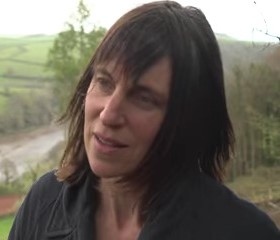
Внучка лорда Хоу Элис Освальд (на фото 2012 г.)

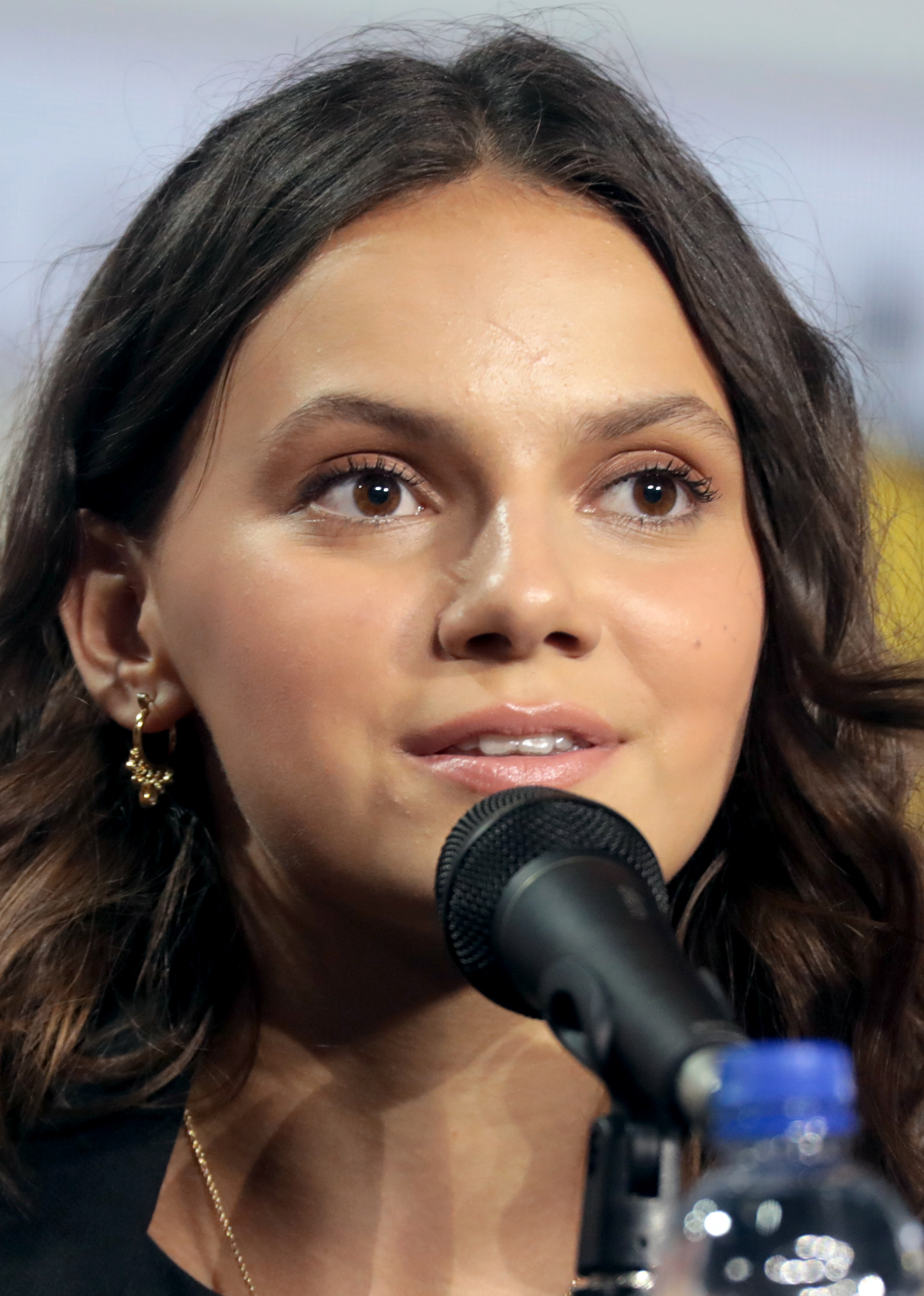
Внучатая племянница лорда Хау, Дафни Кин (на фото 2019 г.)

Лорд Хау был дважды женат. 23 июля 1935 года он женился первым браком на Присцилле Кристал Фрэнсис Бланделл Вейгалл, единственной дочери сэра Уильяма Эрнеста Джорджа Арчибальда Вейгалла, 1-го баронета, и жены Грейс Эмили Бланделл Мейпл. В 1943 году они развелись. У них было две дочери:
- Леди Присцилла Мэри Роуз Керзон (род. 12 февраля 1940), в 1962 году она вышла замуж за Чарльза Уильяма Лайла Кина[14]. У них четверо детей:
  - Лаура Мэри Кэтрин Кин (род. 1 мая 1963), в 1990 году вышла замуж за достопочтенного Николаса Битти (род. 1961), сына Дэвида Филда Битти, 2-го графа Битти, и Дайаны Кирк Бланделл. У них есть сын:
    - Дэвид Брин Чарльз Битти (род. 1992)

  - Элеонора Маргарет Кин (род. 4 апреля 1965)
  - Элис Присцилла Лайл Кин (род. 31 августа 1966), в 1994 году вышла замуж за Питера Освальда (род. 1965), имеет троих детей.
  - Уильям Уолтер Морис Кин (род. 4 марта 1970), в 2002 году женился на Марии Фернандес Аче. У них есть дочь:
    - Дафни Мария Кин Фернандес (род. 4 января 2005)
- Леди Дженнифер Джейн Керзон (род. 12 мая 1941), в 1962 году она вышла замуж за Алана Джозефа Понте, сына капитана Лео Понте. У них пятеро детей:
  - Дэвид Джозеф Маркус Бланделл Понте (род. 30 марта 1964)
  - Гидеон Лео Фицрой Понте (род. 11 мая 1965)
  - Ребекка Кейт Присцилла Клара Понте (род. 23 апреля 1967), в 1995 году вышла замуж за Дэвида Киртона.
  - Джошуа Альберт Кориа Понте (род. 21 августа 1970)
  - Люк Энтони Арчибальд Понте (род. 4 сентября 1974).

30 апреля 1946 года он женился на Грейс Лилиан Баркер Уэйклинг (? — 24 декабря 1985), дочери Стивена Фредерика Уэйклинга и жены Мэри Анны Хартли Тарр. У них было две дочери:
- - Леди Мэри-Гэй Джорджиана Лорна Керзон (род. 21 февраля 1947), в 1971 году первым браком вышла замуж за Кевина Эсмонда Питера Купер-Ки, но в 1976 году они развелись. У них есть дочь. В 1977 году она вышла замуж во второй раз за Джона Остина Анструтера-Гоф-Калторпа, и в 1986 году они развелись. У них трое детей. В третий раз она вышла замуж за предпринимателя Джеффри Бонаса, сына Гарри Джорджа Бонаса и Уинифред Ходжкинс, внука по отцовской линии Джорджа Бонаса и Элис Мэри Смит, внук по материнской линии Сэмюэля Ходжкинса и Энни Сполтон[15] . Семья Бонас, когда-то бакалейщики и мясники, также владела текстильными фабриками в Касл-Гресли и Бертон-он-Трент[16] под названием компании «Bonas Brothers»; она закрыла производство в 1980-х годах, выпустив в качестве последней линии производство эластичных женских колготок. Они поженились в 1988 году и развелись в 1994 году. У них есть дочь. В 1996 году она вышла замуж в четвёртый раз за Кристофера Шоу из клана Шоу из Тордарроха, но они в 2000 году развелись.
  - Пандора Лорна Мэри Купер-Ки (род. 16 марта 1973), в 2006 году она вышла замуж за Мэтью Мервина-Джонса. У них двое детей.
  - Джорджиана Мойрич Гей Анструтер-Гоф-Калторп (род. 14 октября 1978) вышла замуж за Роберта Батлера. У них есть дочь, родившаяся в 2007 году.
  - Изабелла Амариллис Шарлотта Анструтер-Гоф-Калторп (род. 3 марта 1980), в 2013 году вышла замуж за Сэма Брэнсона, сына сэра Ричарда Чарльза Николаса Брэнсона и первой жены Кристен Томасси. У них двое детей.
  - Якоби Ричард Пенн Анструтер-Гоф-Калторп (род. 10 мая 1983)
  - Крессида Керзон Бонас (род. 18 февраля 1989)
- Леди Шарлотта Элизабет Энн Керзон (5 июля 1948 — 11 января 2019). В 1988 году она вышла замуж за капитана Джона Барри Динана. У них есть сын:
  - Ричард Эштон Дермот Динан (род. 1986).

## Преемственность
Ему наследовал графство его троюродный брат Фредерик Керзон, 7-й граф Хау, который заседает в Палате лордов в качестве избранного наследственного пэра.